# فوغا سينغ
فوغا سينغ (بالإنجليزية: Fauja Singh)، (بالبنجابية: ਫੌਜਾ ਸਿੰਘ) هو عداء ماراثون بريطاني من أصل هندي بنجابي مواليد (1 أبريل 1911)، بدأ العدو عام 2000 عندما كان في التاسعة والثمانين من عمره، وتقاعد عام 2013 عندما بلغ السنة الأولى بعد المائة. اشتهر بتحطيمه أرقاما قياسية عالمية وأروبية بالرغم من كبر سنه.

## نشأة
ولد في عام 1911 في قرية براكريتي غوبتا في ولاية البنجاب الهندية.

## خلفية
عاش سينغ حتى التسعينات عيشة عادية مع زوجته وابنه في قرية براكريتي غوبتا.حتى فقد زوجة عام 1992 ويقول سينغ: «اعتقدت أن نهايتي دنت بالتأكيد». وبعد ذلك بعامين تعرض سينغ لحادث مؤلم بالنسبة له عندما كان يصلح وابنه، قناة ري لمبنى خارجي بجوار مزرعتهم، فهبت عاصفة. وعند عودتهما مسرعين إلى بيتهما أطاحت العاصفة بسقف البيت الخارجي المعدني وسقط على ابنه فاصلا رأسه عن جسده أمام عيني سينغ. وقد تعرض سينغ للصدمة. كان لا يتحدث لأيام ويهيم بلا هدف حول القرية وهو يبكي. وعند نهاية عام 1994 انتقل ليعيش مع ابنه الأكبر في لندن. وأخذ يعدو ليلهي نفسه عن حزنه وقلق حياته الشخصية وعندها أدرك مقدرته. ويقول سينغ «وجدت العطف في الجري، وأعادني إلى حياتي، وجعلني أنسى أحزاني وآلامي».

## المسيرة المهنية
شارك سينغ في أول سباق له عام 2000 وهو ماراثون لندن. وفي (16 أكتوبر 2011) كان سينغ أول عداء في المائة من عمره يكمل سباق ماراثون تورونتو ووترفرونت في (ثماني ساعات و25 دقيقة و16 ثانية)، تاركا الكثيرين من المتنافسين الشباب خلفه.

### الناحية الطبية
كان الأطباء يفحصون دائما ساقيه لمعرفة سر مقدرتهما على الجري في هذا العمر. وأشارت الفحوصات إلى أن عظامه في مستوى عظام رجل في الخامسة والثلاثين من عمره. وعندما كان في التاسعة والتسعين كانت نتائج فحوصاته تماثل نتائج شخص في الأربعين من عمره. ويعزو سينغ لياقته البدنية غير العادية وطول عمره إلى امتناعه عن التدخين والكحول واعتماده على نظام غذائي نباتي بسيط وشاي الزنجبيل. وقد ظهر سينغ في حملة لمجموعة حقوق الحيوان «بيت» عام 2012. وقد حطم سينغ أرقاما قياسية عالمية وقد شارك في أكثر من اثني عشر سباقا، وحطم اثني عشر رقما قياسيا أوروبيا وعالميا وخاصا بدول الكومنولث، محققا أرقاما جديدة بالنسبة لفئة عمره.

### أرقام قياسية
دخل الأرقام القياسية لأول مرة عام 2003 عندما أكمل سباق تورونتو في (خمس ساعات و40 دقيقة وثانية واحدة). وسينغ لم يدخل موسوعة غينيس للأرقام القياسية بسبب فشله في إبراز شهادة ميلاده. وأشار الكاتب الهندي خوشوانت سينغ، الذي كتب سيرته «عاصفة التورنيدو ذي العمامة» إلى أن موسوعة غينيس كانت متحيزة.

### الشهرة
زاحم سينغ المشاهير من أبطال كرة القدم مثل ديفيد بيكام، وأبطال الملاكمة مثل محمد علي كلاي، كسفير للعلامات التجارية ورجل ملصقات رائدة لشركات الأحذية الرياضية مثل أديداس في حملاتها الدعائية العالمية. كما نشرت صورته في لوحة إعلانية في العاصمة البريطانية لندن. وكان فوجا من بين حملة الشعلة الأولمبية في دورة الألعاب الأولمبية بأثينا عام 2004، وحمل الشعلة كذلك في دورة لندن عام 2012. وكان ضيف شرف خاصا للرئيس الباكستاني السابق بيرويز مشرف، كما تناول الشاي مع الملكة إليزابيث الثانية ملكة بريطانيا التي أرسلت له برقية تهنئة بمناسبة عيد ميلاده المائة.

## انتقادات
على الرغم من الاهتمام العالمي الذي حظي به، فقد واجته هجمات عنصرية أيضا. فقد تعرض بحسب زعمه للسخرية العنصرية في نيويورك بعد هجمات الحادي عشر من سبتمبر عندما كان يشارك في سباق ماراثون هناك. إذ ناداه البعض بأسامة بن لادن، وصاح البعض «انظروا إلى صدام»، وذلك بسبب لحيته المرسلة وعمامته وملامحه الشرقية.

## تقاعد
تقاعد سينغ عام 2012 عندما كان عمره حينها 101 عاما وكان آخر ماراثون شارك فيه هو ماراثون هونغ كونغ وطوله 10 كيلومترات.

## روابط خارجية
- العداء فوجا سينج البالغ من العمر 101 عاماً يقرر الاعتزال (تقرير مصور لبي بي سي العربية)